# Dzielnica VI Bronowice
Dzielnica VI Bronowice ist der sechste Stadtbezirk von Krakau in Polen, dieser umfasst eine Fläche von 9,56 km² und zählt 23.931 Einwohner mit einer Bevölkerungsdichte von 2503 Einwohnern/km². Der Bezirk entstand 1990 durch Aufteilung des Bezirks Krowodrza. Namensgebend sind die beiden Orte Bronowice Małe und Bronowice Wielkie, siehe Bronowice, umfasst jedoch nur das ehemalige Bronowice Małe, während Bronowice Wielkie zum Stadtbezirk  Dzielnica IV Prądnik Biały gehört.

## Gliederung
- Bronowice Małe
- Bronowice Małe Wschód
- Mydlniki

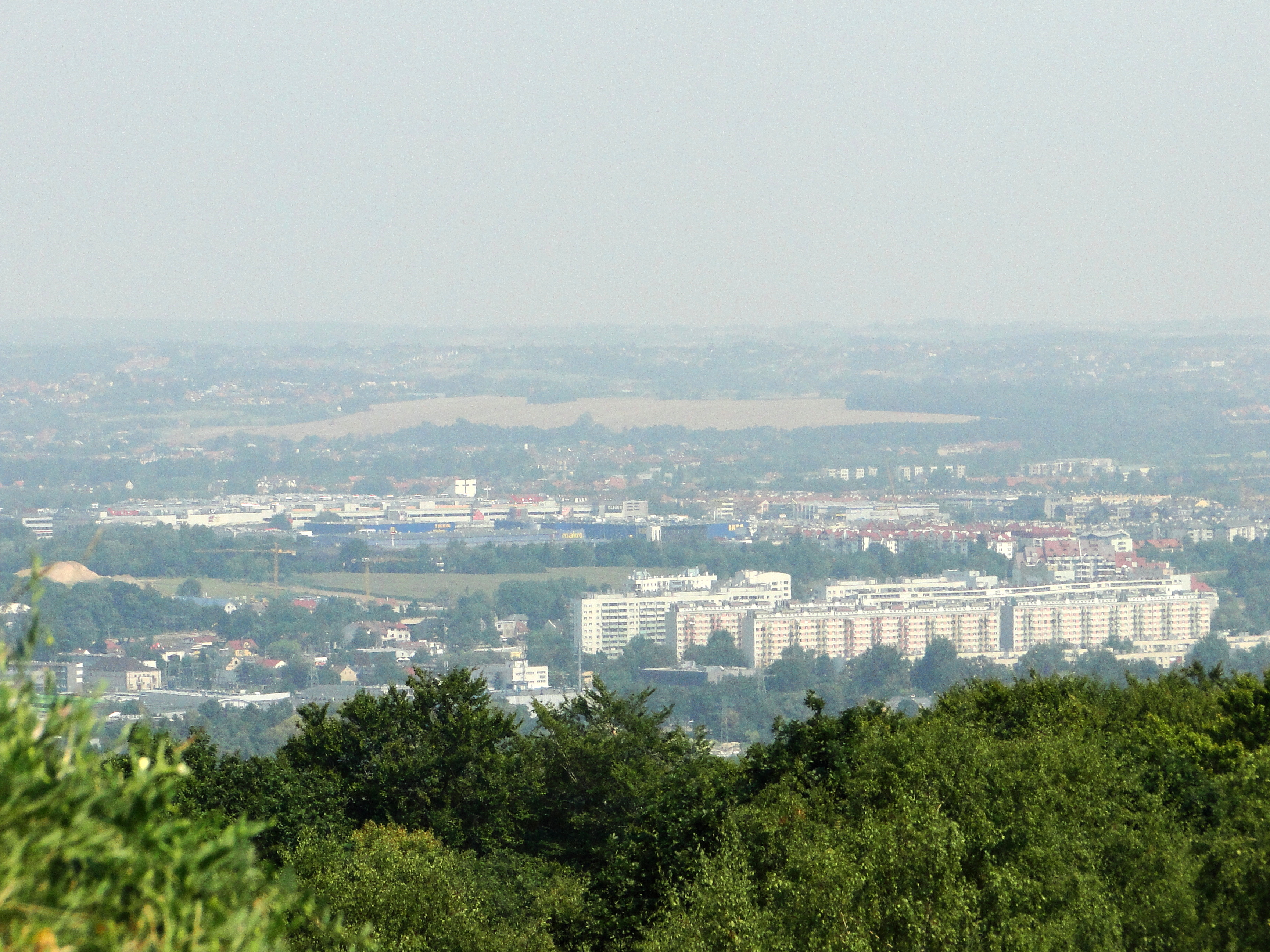
Blick aus dem Piłsudski-Hügel

Lage des Stadtbezirks Bronowice in Krakau

- Osiedle Bronowice Nowe (Osiedle Widok)
- Osiedle Widok Zarzecze